# Alta GP (chassi)
O Alta GP foi o chassi com o qual a Alta GP disputou as temporadas de 1950 e 1951 da Fórmula 1.
Teve como pilotos Geoff Crossley e Joe Kelly.